# 国道140号

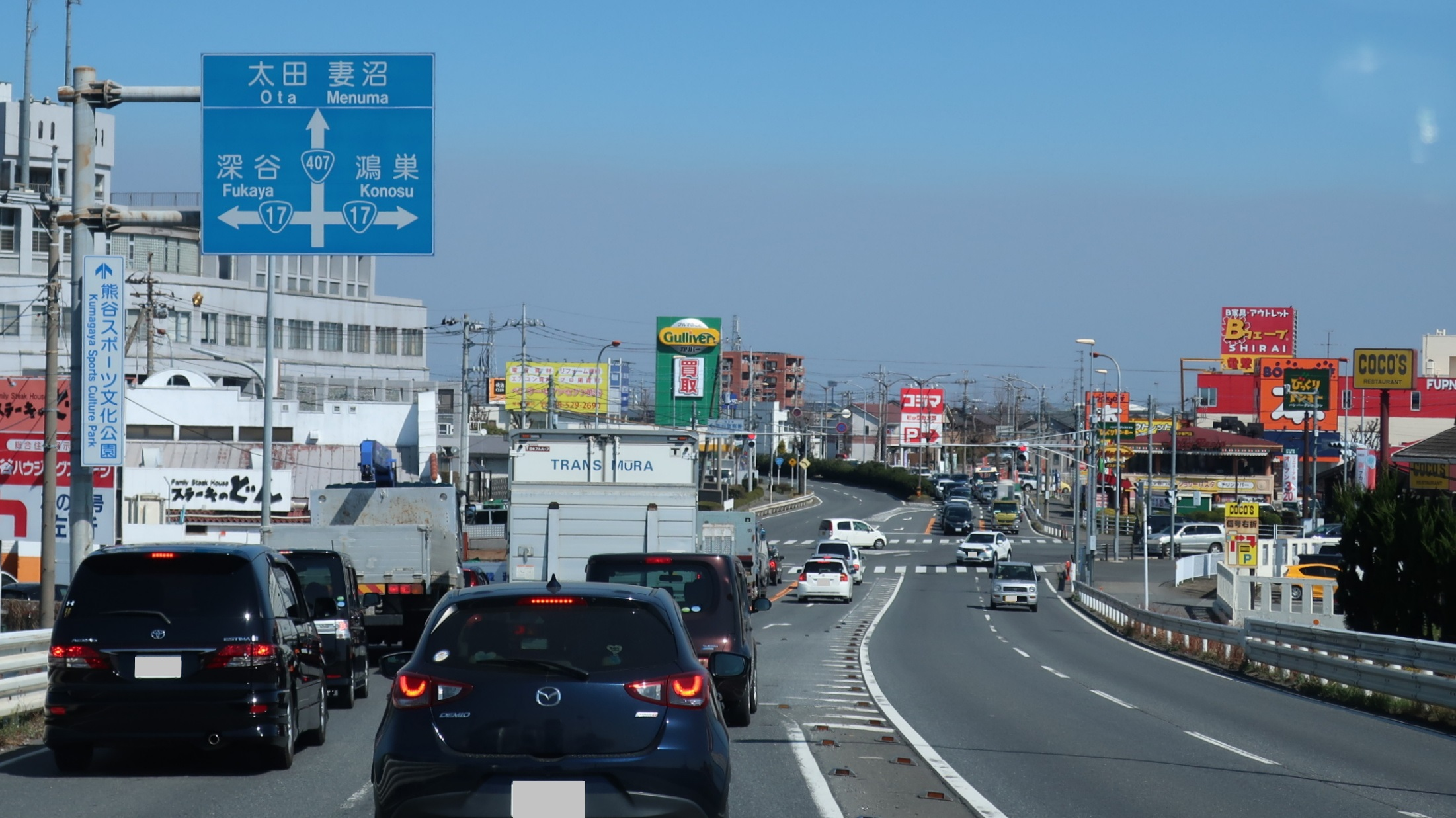
国道140号 起点付近
埼玉県熊谷市 熊谷警察署前交差点

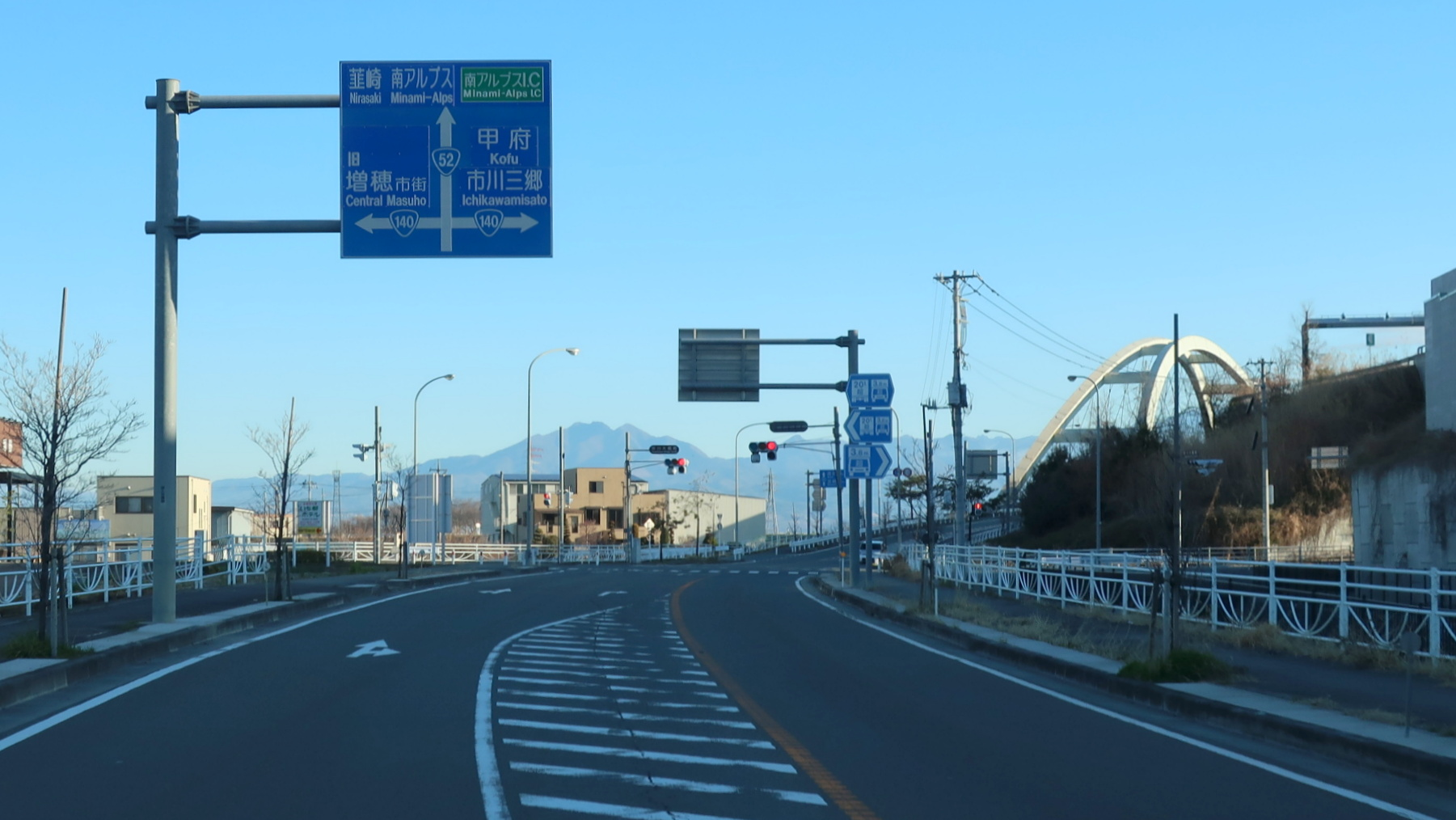
国道140号 終点付近
山梨県南巨摩郡富士川町
坪川大橋南交差点

国道140号（こくどう140ごう）は、埼玉県熊谷市から秩父市を経由して、山梨県南巨摩郡富士川町に至る一般国道である。

## 概要
埼玉県北部の熊谷市から同県秩父地方を経由して山梨県甲府市に至り、1993年（平成5年）に編入された区間を経て同県南巨摩郡富士川町の国道52号交点に達する。国道に指定されてから1998年（平成10年）までのおよそ半世紀にわたり、埼玉・山梨両県の間に不通区間を抱えていたが、雁坂トンネルの開通に伴って往来が可能となった。

### 路線データ
一般国道の路線を指定する政令に基づく起終点および重要な経過地は次のとおり。
- 起点：熊谷市（熊谷警察署前交差点 = 国道17号・国道407号交点）
- 終点：山梨県南巨摩郡増穂町[注釈 3]（坪川大橋南交差点 = 国道52号甲西道路交点）
- 重要な経過地：埼玉県大里郡寄居町、同県秩父郡長瀞町、秩父市、塩山市、山梨市（万力）、甲府市、山梨県東八代郡中道町[注釈 4]
- 総延長 : 223.5 km（埼玉県 139.9 km、山梨県 83.6 km）重用延長を含む。[2][注釈 5]
- 重用延長 : 0.1 km（埼玉県 0.1 km、山梨県 - km）[2][注釈 5]
- 未供用延長 : なし[2][注釈 5]
- 実延長 : 223.4 km（埼玉県 139.8 km、山梨県 83.6 km）[2][注釈 5]
  - 現道 : 150.2 km（埼玉県 85.9 km、山梨県 64.3 km）[2][注釈 5]
  - 旧道 : 58.1 km（埼玉県 38.9 km、山梨県 19.3 km）[2][注釈 5]
  - 新道 : 15.1 km（埼玉県 15.1 km、山梨県 - km）[2][注釈 5]
- 指定区間：国道20号と重複する区間（山梨県甲府市・向町二交差点 - 上阿原交差点）[3]

## 歴史
道路法（昭和27年法律第180号）に基づく二級国道として初回指定された路線のひとつである。国道指定当初は、山梨県甲府市から埼玉県熊谷市に至る路線として指定された。1993年（平成5年）に起終点を交換し、甲府市道、石和町道、一般県道15号白井河原八田線の一部、主要地方道8号塩山市川大門線の一部、一般県道95号東南湖市川大門線、主要地方道26号増穂若草線の一部をそれぞれ編入して熊谷市から甲府市を経由して山梨県南巨摩郡増穂町に至る路線となった。雁坂トンネルが開通するまでは雁坂峠の前後区間で登山道が国道指定されており、「開かずの国道」と呼称されていた（点線国道）。

### 年表
- 1953年（昭和28年）5月18日 - 二級国道甲府熊谷線（甲府市 - 熊谷市）として指定施行[9]。
- 1965年（昭和40年）4月1日 - 道路法改正により一級・二級区分が廃止されて一般国道140号として指定施行[1]。
- 1993年（平成5年）4月1日 - 起終点を交換して終点側を延伸し、一般国道140号（熊谷市 - 山梨県南巨摩郡増穂町[注釈 3]）として指定施行[8]。
- 1998年（平成10年）4月23日 - 雁坂トンネル開通。
- 2005年（平成17年）3月 - 皆野寄居バイパスが全線開通。
- 2014年（平成26年）7月20日 - 埼玉県秩父市大滝でコンクリートの劣化による斜面崩落が発生し、周辺の区間が通行止めになっている[10]。
- 2016年（平成28年）4月1日 - 国道52号甲西道路に並行する国道52号富士川街道が山梨県道42号韮崎南アルプス富士川線に移管[11]されたことに伴い、終点側を短縮[12]。坪川大橋南交差点 - 大椚交差点間は従来より重複していた山梨県道26号富士川南アルプス線、大椚交差点 - 追分交差点間は富士川町道となった。
- 2018年（平成30年）
  - 3月20日 - 皆野秩父バイパスが全線開通[13]。
  - 5月29日 - 秩父市内での3ルートに分かれている区間のうち、一番南側ルートを秩父市に移管[14]。
- 2024年（令和6年）2月5日 - 関東地方に大雪があり、秩父市大滝で自動車約30台が立ち往生したため翌日にかけて通行止となった[15]。
- 2025年（令和7年）
  - 7月11日 - 秩父市大滝において落石が発生し、道の駅大滝温泉と贄川交差点間の8.5 kmが通行止めとなる（解除の見通しは立っていない）[16]。並行する林道を迂回路とし、緊急車両及びスクールバス等は建設中で貫通済みだった大滝トンネルを暫定的に通行させる措置をとった[17]。
  - 7月21日 - 不安定な岩塊の除去など復旧に4カ月程度が見込まれることから、大滝トンネルを仮開通させ暫定的に共用することを発表。

## 路線状況

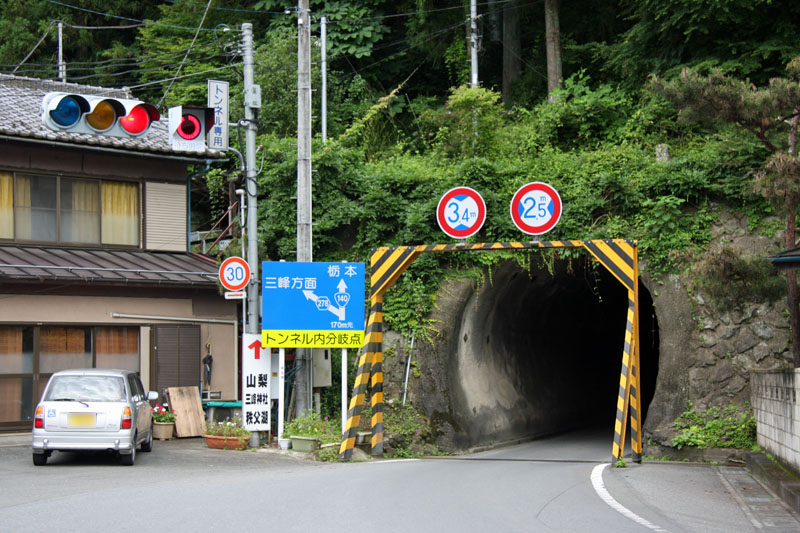
かつての駒ヶ滝トンネル（秩父市市街地側）

埼玉県側の秩父湖付近で、中津川沿いのルート(雷電廿六木橋を通り奥秩父もみじ湖沿いの大滝道路・バイパス)と秩父湖沿い（秩父往還・旧道）のルートの2つに分かれる。秩父湖沿いのルートには、二瀬ダムを渡る埼玉県道278号秩父多摩甲斐国立公園三峰線との交差点がある。
2013年（平成25年）7月31日までは、交差点が駒ヶ滝トンネル内にあり、国道甲府方面と県道との間では直接行き来ができなかった。また、同トンネル自体が内部で行き違いできない狭隘路だったため、トンネル入り口で信号機による交通制御を行っていた。翌8月1日にトンネルの南側に沿うかたちでバイパスが開通し供用されたため、甲府方面からでも行き来可能となり、駒ヶ滝トンネルは閉鎖された。
さらに西へ進むと、途中で荒川の源流沿いを走るルートと栃本集落内を走るルートに分かれる。この2つも旧道で長らく国道指定されていたが、荒川源流沿いルートは2018年（平成30年）に秩父市に移管された。栃本集落ルートは集落の西端で中津川沿いルートと合流する。
ただし、先ほどの同交差点より甲府方面は狭隘路、かつ、栃本集落の生活道路となっているため、秩父市街方面と山梨方面を通過する車に対しては、前述のバイパスである中津川沿いルートへ誘導するようなかたちで標識で案内されている。先述の埼玉県道278号秩父多摩甲斐国立公園三峰線から国道140号に入る交差点の案内標識でも甲府方面は秩父方面と同じ方向へ右折するよう案内されており、いったん秩父方面へ進み中津川沿いルートまで迂回するかたちとなっている。
埼玉県内の熊谷市大麻生（山王宮三差路） - 大里郡寄居町の中小前田交差点までの区間は、国道140号バイパスが走っている。

### 通称

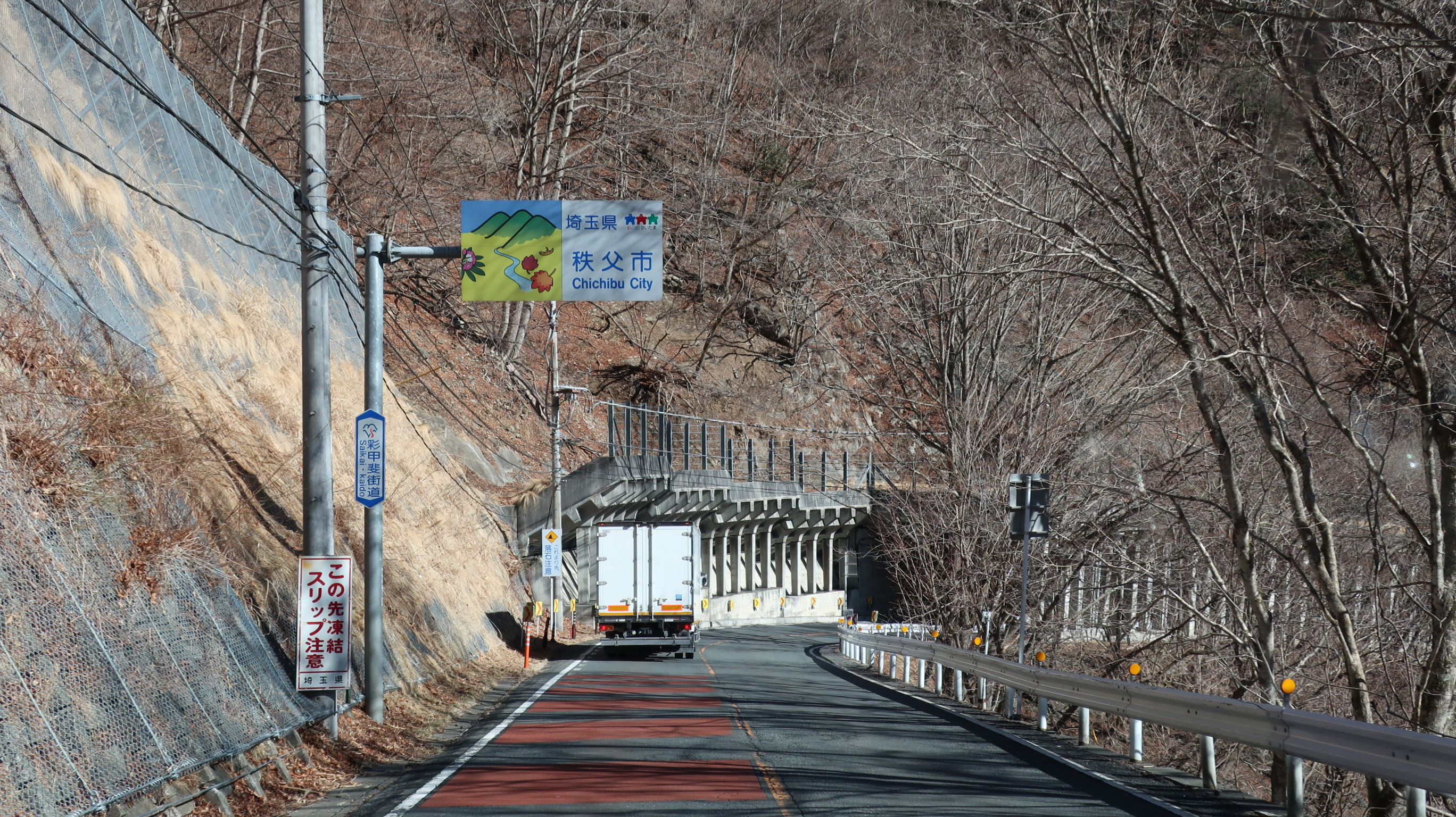
埼玉県境（彩甲斐街道の標識）
埼玉県秩父市大滝

- 秩父往還道 ※日本の道100選。「秩父往還」と呼ばれることが多い。
- 絹の道 ※秩父地方が絹織物（秩父銘仙）の産地だったことから
- 西関東連絡道路
- 彩甲斐街道（埼玉県側、特にバイパス側を指す）
- 雁坂みち（山梨県側）[注釈 8]
- 青梅街道 山梨県山梨市（兄川橋北詰交差点） - 山梨県甲府市（十郎橋西交差点）
- 和戸通り 山梨県甲府市（十郎橋西交差点） - 山梨県甲府市（向町2交差点）
- 笛吹ライン 山梨県甲府市（白井河原橋南交差点） - 山梨県西八代郡市川三郷町（三郡橋東交差点）[注釈 8]

### バイパス
- 国道140号バイパス（花園バイパス）
- 西関東連絡道路
  - 皆野寄居バイパス（皆野寄居有料道路）
  - 皆野秩父バイパス
  - 長尾根バイパス（事業中）
  - 大滝トンネル（事業中）
  - 甲府山梨道路
- 奥秩父地域旧道

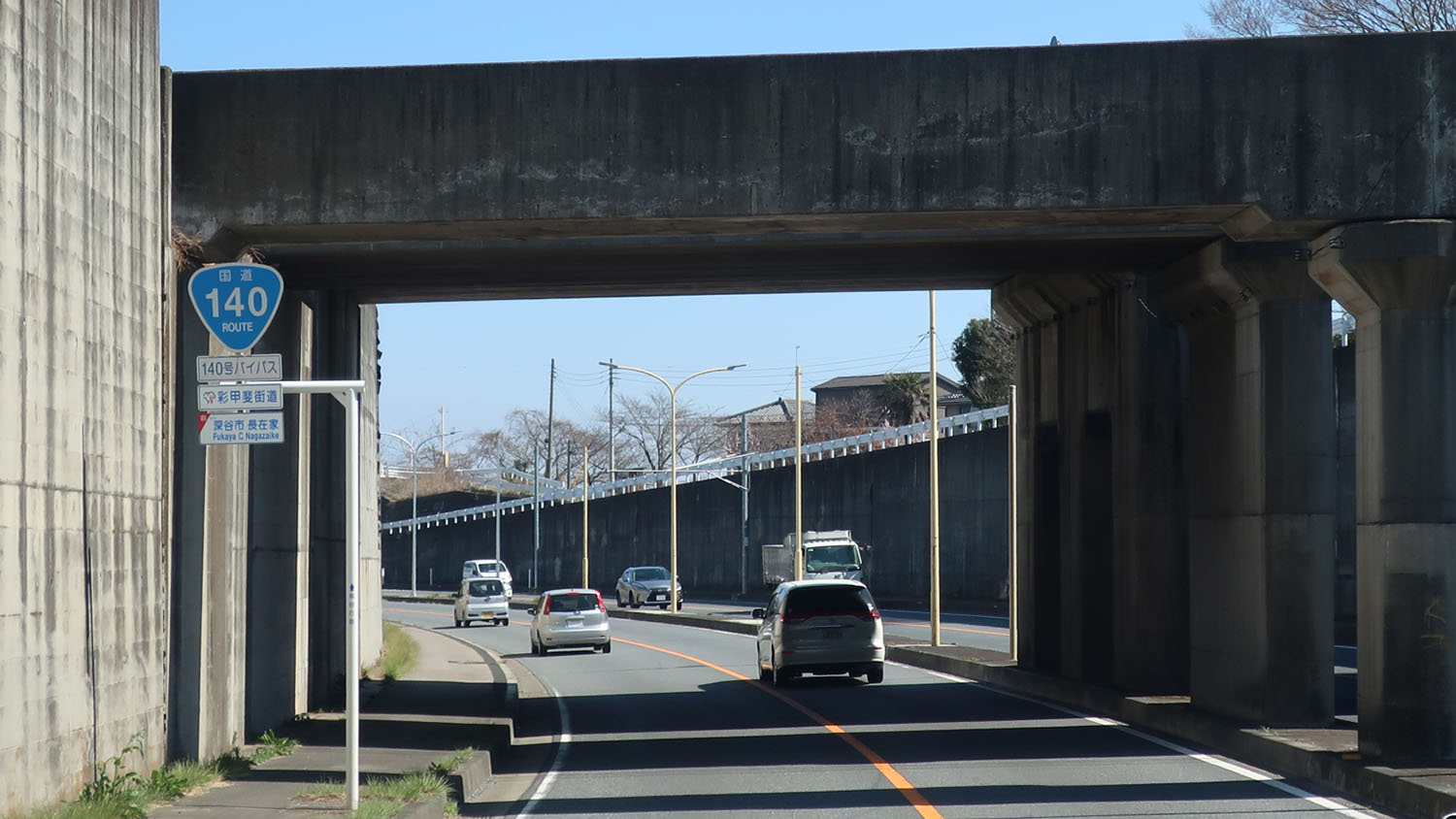
国道140号バイパス
埼玉県深谷市長在家

  - 二瀬ダム左岸湖岸道路（旧 駒ヶ滝トンネルを迂回する新道）

### 有料道路
- 皆野寄居有料道路（皆野寄居バイパスの一部区間）
- 雁坂トンネル有料道路

### 重複区間
- 国道254号（埼玉県大里郡寄居町・玉淀大橋北交差点 - 大里郡寄居町・桜沢交差点）
- 国道20号（山梨県甲府市・向町2交差点 - 甲府市・上阿原交差点）

### 道路施設

#### 橋梁
- 石原陸橋（JR高崎線、埼玉県熊谷市）
- 川本陸橋（秩父鉄道秩父本線、埼玉県深谷市）旧道
- 寄居陸橋（秩父鉄道秩父本線、埼玉県大里郡寄居町）
- 末野大橋（荒川、埼玉県大里郡寄居町）皆野寄居バイパス
- 親鼻橋（荒川、埼玉県秩父郡皆野町）現道
- 親鼻陸橋（秩父鉄道秩父本線、埼玉県秩父郡皆野町）
- 新皆野橋（荒川、埼玉県秩父郡皆野町）皆野秩父バイパスランプ線
- 秩父やまなみ大橋（荒川、埼玉県秩父郡皆野町）皆野秩父バイパス
- 常磐橋（浦山川、埼玉県秩父市）
- 石原陸橋（秩父鉄道秩父本線、埼玉県秩父市）
- 荒川橋（荒川、埼玉県秩父市）
- 白滝橋（埼玉県秩父市）大滝トンネルの分岐点
- 落合橋（中津川、埼玉県秩父市）
- 水神橋（中津川、埼玉県秩父市）中津川ルート
- 雷電廿六木橋（中津川、埼玉県秩父市）中津川ルート
- 新遊仙橋（奥秩父もみじ湖/入波沢、埼玉県秩父市）中津川ルート
- 中津川大橋（奥秩父もみじ湖/中津川、埼玉県秩父市）中津川ルート
- 秩父湖大橋（秩父湖/荒川、埼玉県秩父市）荒川源流ルート 秩父湖溿をなぞるように架かっている
- 川又橋（荒川、埼玉県秩父市）中津川ルートと荒川源流ルートの合流点付近 川岸をなぞるように架かっている
- 入川橋（入川、埼玉県秩父市）
- 豆焼橋（豆焼川、埼玉県秩父市）
- 雁坂大橋（豆焼川、埼玉県秩父市）
- 鶏冠山大橋（久渡の沢、山梨県山梨市）
- 西沢大槁（笛吹川、山梨県山梨市）
- 新久渡の沢橋（久渡の沢、山梨県山梨市）
- 新谷渡川橋（谷渡川、山梨県山梨市）
- 広川橋（広瀬湖/広川、山梨県山梨市）
- 下雨沢橋（下雨沢、山梨県山梨市）
- 新三之橋（笛吹川、山梨県山梨市）
- 新二之橋（徳和川、山梨県山梨市）
- 室伏橋（琴川、山梨県山梨市）
- 新鍛冶屋橋（笛吹川、山梨県山梨市・甲州市）
- 新隼橋（笛吹川、山梨市甲州市・山梨市）
- 八幡富士見橋（弟川、山梨県山梨市）甲府山梨道路
- 上兄川橋（兄川、山梨県山梨市）甲府山梨道路
- 平等川大槁（平等川、山梨市笛吹市）甲府山梨道路
- 盆橋（平等川、山梨県笛吹市）現道
- 十郎橋（山梨県甲府市）現道
- 新十郎橋（山梨県甲府市）
- 桜乃木橋（平等川、山梨県甲府市・笛吹市）
- 白井河原橋（笛吹川、山梨県笛吹市・甲府市）
- 青州橋（芦川、山梨県南八代郡市川三郷町）
- 三郡東橋（笛吹川、山梨県南八代郡市川三郷町）
- 三群西橋（釜無川、山梨県南八代郡市川三郷町・南アルプス市）
- 横川橋（横川、山梨県南アルプス市）
- 八糸川橋（八糸川、山梨県南アルプス市）
- 新大橋（滝沢川、山梨県南アルプス市）
- 坪川大槁（坪川・釜無川、山梨県南巨峰郡富士川町）

#### トンネル
- 寄居トンネル（1,320 m）皆野寄居バイパス
- 風布トンネル（242.5 m）皆野寄居バイパス
- 日本水トンネル 皆野寄居バイパス寄居風布IC下りランプ
- 釜伏トンネル（2,560 m）皆野寄居バイパス
- 美の山トンネル（1,614 m）皆野寄居バイパス
- 蒔田トンネル（241 m）皆野秩父バイパス
- 聖山トンネル（187 m）皆野秩父バイパス
- 大平トンネル 皆野秩父バイパス
- 大滝トンネル（2,060 m 計画）
  - 大滝トンネルは、2018年度に事業化された。幅は10 m、縦断勾配は3.2 %、高低差は65 mと予定されている[20]。
- 光岩トンネル 大滝トンネル現道
- 大達原トンネル 大滝トンネル現道
- 滝沢トンネル 大滝道路
- 浜平トンネル 大滝道路
- 入波トンネル 大滝道路
- 大峰トンネル（2,200 m）大滝道路
- 滝川峡隧道
- 天狗岩トンネル
- 奥秩父トンネル（744 m）大滝道路
- 雁坂トンネル（6,625 m）
- 広瀬トンネル（254 m）
- 城山トンネル
- 上門坂トンネル
- 室伏トンネル
- 牧丘トンネル
- 荒神山トンネル 甲府山梨道路
- 万力八幡トンネル 甲府山梨道路
- 大蔵経寺山トンネル 甲府山梨道路

#### 道の駅
- 埼玉県
  - かわもと[21]（深谷市）
  - はなぞの（深谷市）
  - ちちぶ（秩父市）
  - あらかわ（秩父市）
  - 大滝温泉（秩父市）
- 山梨県
  - みとみ[22]（山梨市）
  - 花かげの郷まきおか（山梨市）
  - とよとみ（中央市）

#### 休憩施設
- 彩甲斐街道 出会いの丘（埼玉県秩父市）

## 地理

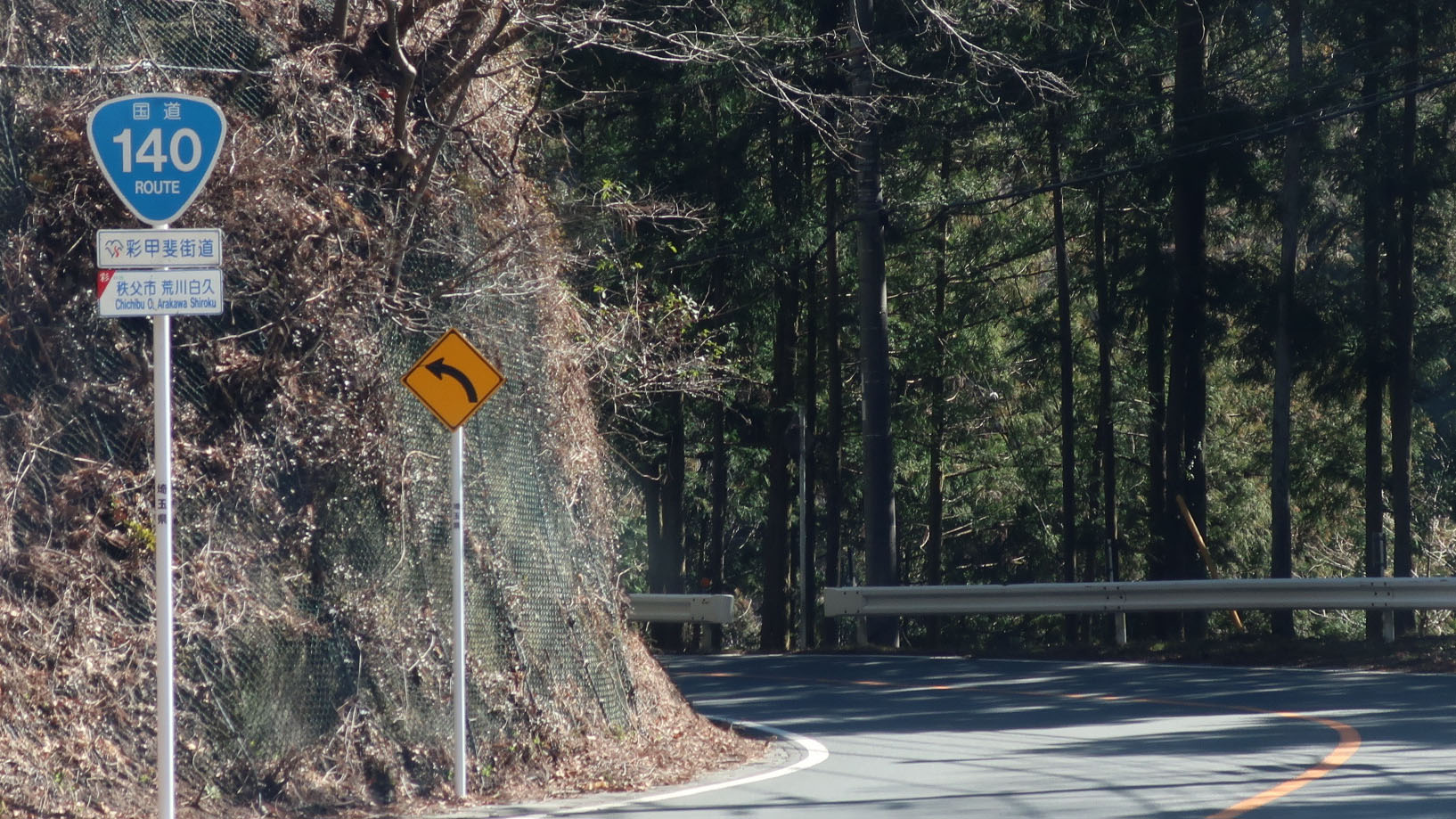
埼玉県秩父市荒川白久
(2018年3月)

埼玉県内では、奥秩父の入口まで荒川および秩父鉄道秩父本線と並走し、幾度か交差する。秩父と甲府間の雁坂峠を雁坂トンネルで越えるワインディングロードは、秩父多摩甲斐国立公園の荒川や笛吹川（富士川）の源流域にあり、複雑な地形の稜線や渓谷の森は、新緑と紅葉の美しいところで知られる。埼玉県側の秩父盆地から雁坂峠まで荒川に沿って深い谷間を走り、道路からこの奥秩父の山並みが展望できる。奥秩父の大滝地区では、中津川沿いのバイパスと、荒川・秩父湖沿いに秩父往還とよばれる歴史街道の旧道にルートが分かれ、旧道側は秩父湖山腹の急斜面に沿ってさらに2つのルートに分かれる。バイパス道沿いの滝沢ダム前に大きなループ橋・雷電廿六木橋があり、ここでは森林地帯の中にある滝沢ダム本体とループ橋の人工美を見ることができる。いっぽうで、山梨県側の西沢渓谷も新緑と紅葉の観光名所で知られ、笛吹川の深い谷に沿って広瀬ダムや滝を巡る散策路がある。また、広瀬ダムから山梨市街地方面へ向かう道は、ブドウ農園の農村地帯の中を走る。

### 通過する自治体
- 埼玉県
  - 熊谷市 - 深谷市 - 大里郡寄居町 - 秩父郡長瀞町 - 秩父郡皆野町 - 秩父市
- 山梨県
  - 山梨市 - 甲州市 - 山梨市 - 笛吹市 - 甲府市 - 笛吹市 - 甲府市 - 中央市 - 西八代郡市川三郷町 - 南アルプス市 - 南巨摩郡富士川町

### 交差する道路
- 埼玉県
  - 国道17号・国道407号（妻沼バイパス）（熊谷市・熊谷警察署前交差点）
  - 関越自動車道（深谷市黒田・花園IC）国道140号バイパス
  - 国道254号（大里郡寄居町桜沢・玉淀大橋北交差点）
  - 国道254号（大里郡寄居町桜沢・桜沢陸橋交差点）
  - 国道299号（秩父市・上蒔田交差点／上野町交差点）
- 山梨県
  - 国道411号（甲府市横根町・横根跨線橋南交差点）
  - 国道411号（城東バイパス）（甲府市和戸町・東部市民センター南交差点）
  - 国道20号（甲府市向町・向町2交差点）
  - 国道20号（甲府市上阿原町・上阿原交差点）
  - 中央自動車道（甲府市下曽根町。接続無し、国道358号経由甲府南ICで連絡）
  - 国道358号（甲府市下曽根町・笛南中北1交差点）
  - 中部横断自動車道（南巨摩郡富士川町大椚。接続無し、国道52号経由増穂ICで連絡）
  - 国道52号甲西道路（南巨摩郡富士川町大椚・坪川大橋南交差点）

### 沿線
秩父鉄道秩父本線は、石原駅 - 三峰口駅間の全駅が近接しているため、割愛
- 埼玉県熊谷警察署
- 埼玉県立熊谷工業高等学校
- 埼玉県立熊谷商業高等学校
- 熊谷運動公園
- 航空自衛隊熊谷基地
- 埼玉県立川の博物館
- 埼玉県立寄居城北高等学校
- 埼玉県寄居警察署
- 円良田ダム・円良田湖
- 長瀞岩畳
- 宝登山
- 美の山公園
- 埼玉県立秩父農工科学高等学校
- 埼玉県警察秩父警察署
- 埼玉県立秩父高等学校
- 秩父市役所
- 羊山公園
- 西武秩父線西武秩父駅
- 秩父ミューズパーク
- 浦山ダム・秩父さくら湖
- 滝沢ダム・奥秩父もみじ湖（中津川ルート）
- 二瀬ダム・秩父湖（旧道）
- 三峯神社（旧道）
- 広瀬ダム・広瀬湖
- 大嶽山那賀都神社
- 塩山ふれあいの森総合公園
- 山梨県立塩山高等学校
- 山梨県日下部警察署
- JR東日本中央本線山梨市駅・春日居町駅
- 山梨県立山梨高等学校
- 山梨県笛吹川フルーツ公園
- 山梨厚生病院
- 中央本線石和温泉駅
- 石和温泉
- 山梨英和大学
- 山梨学院大学
- 山梨県小瀬スポーツ公園
- 山梨県曽根丘陵公園
- JR東海身延線甲斐上野駅・芦川駅・市川本町駅・市川大門駅
- 山梨県立青洲高等学校

### 主な峠
- 雁坂峠（標高2,082 m） - 雁坂トンネルで通過。日本三大峠のひとつ。

## ギャラリー

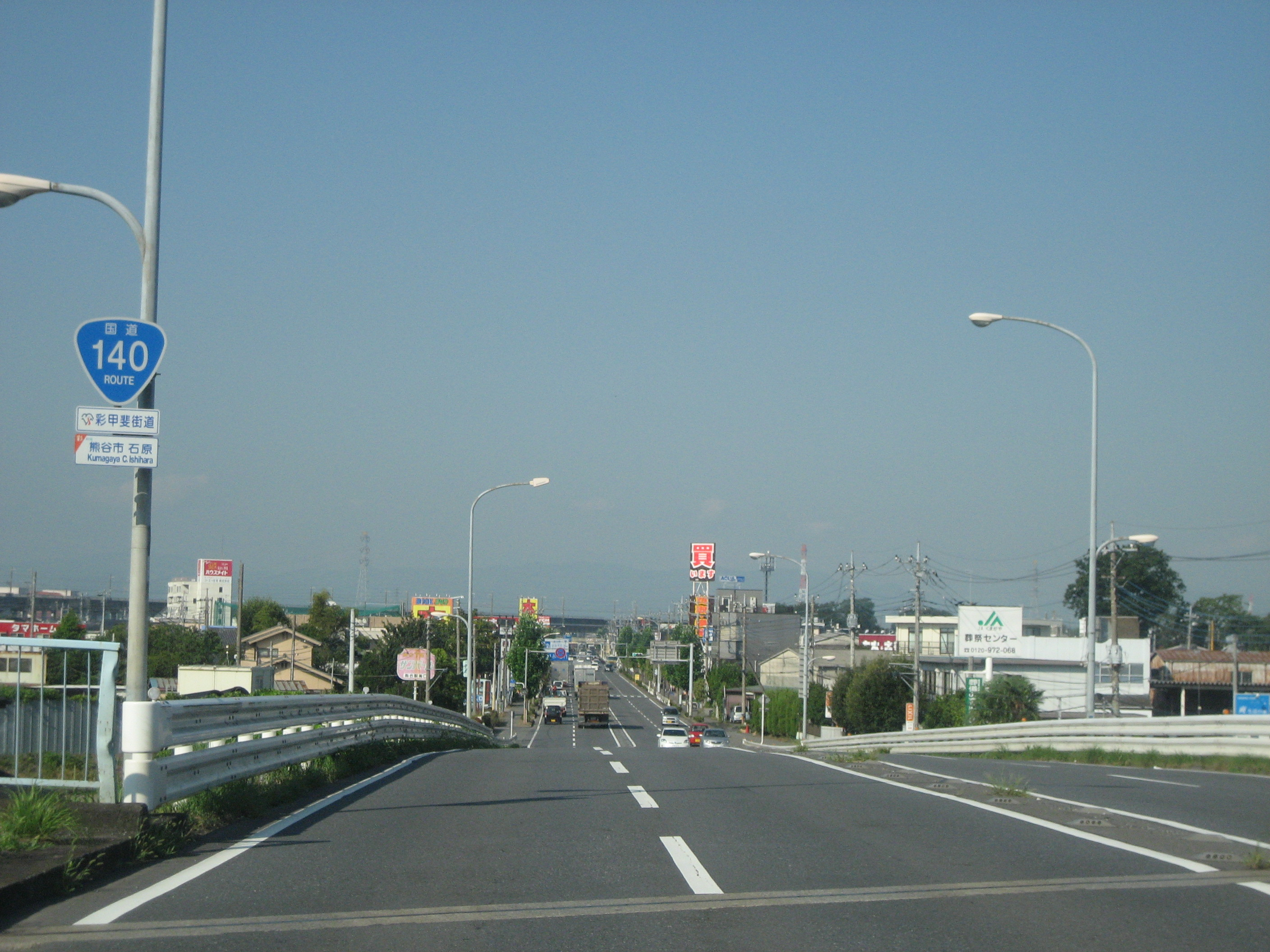
埼玉県熊谷市石原
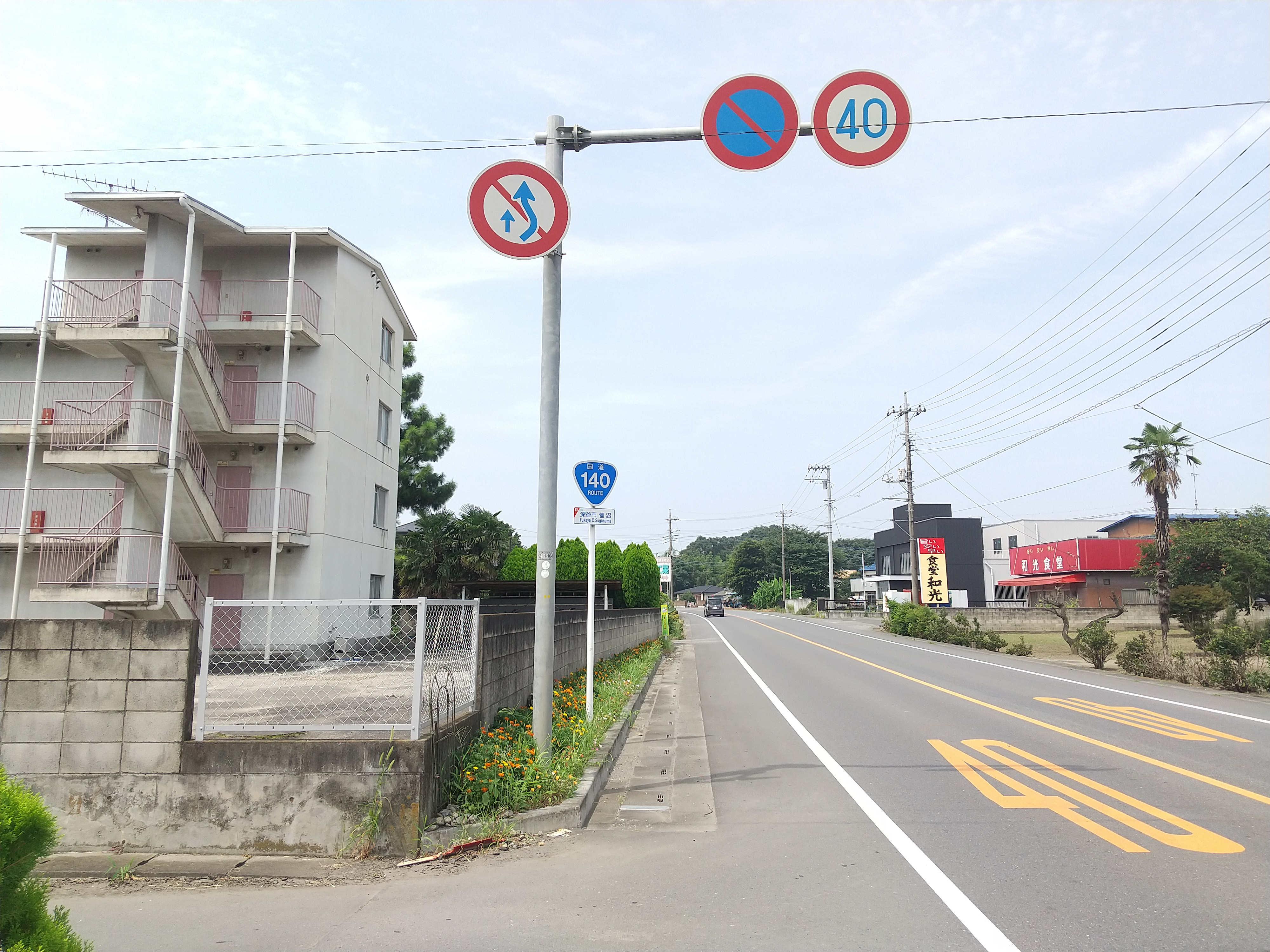
埼玉県深谷市菅沼
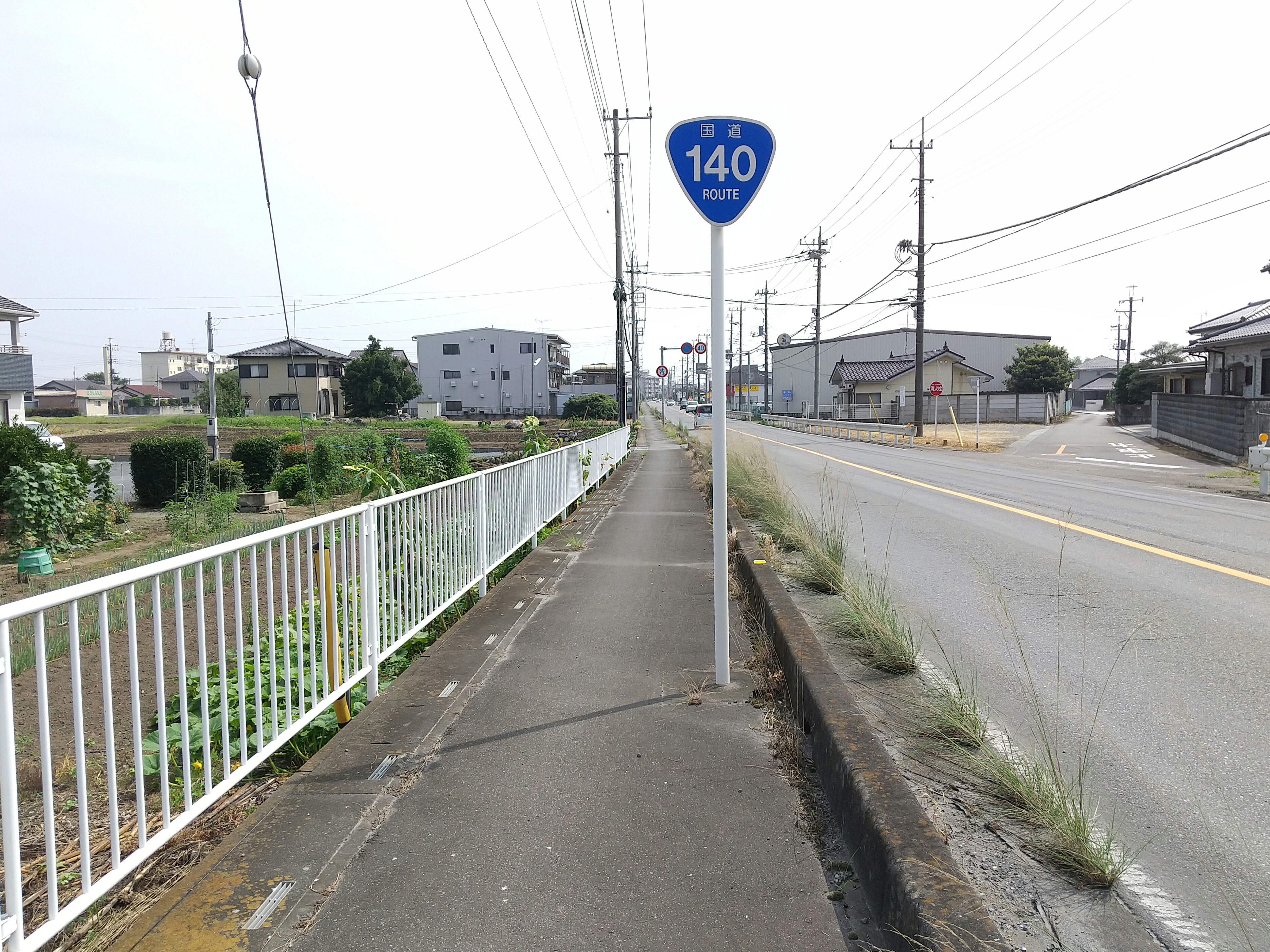
埼玉県深谷市黒田
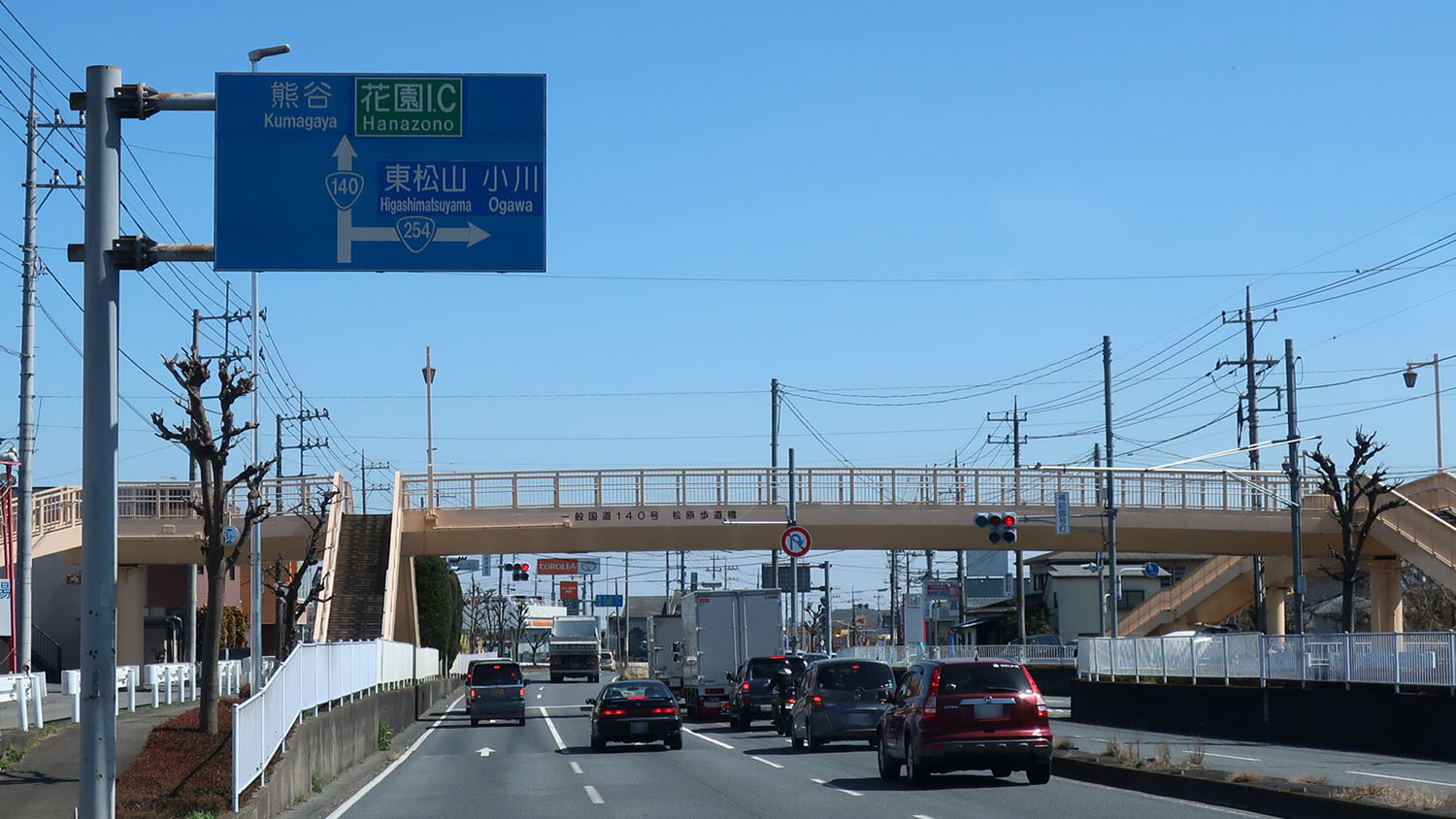
国道254号（東京方面）との分岐 埼玉県大里郡寄居町
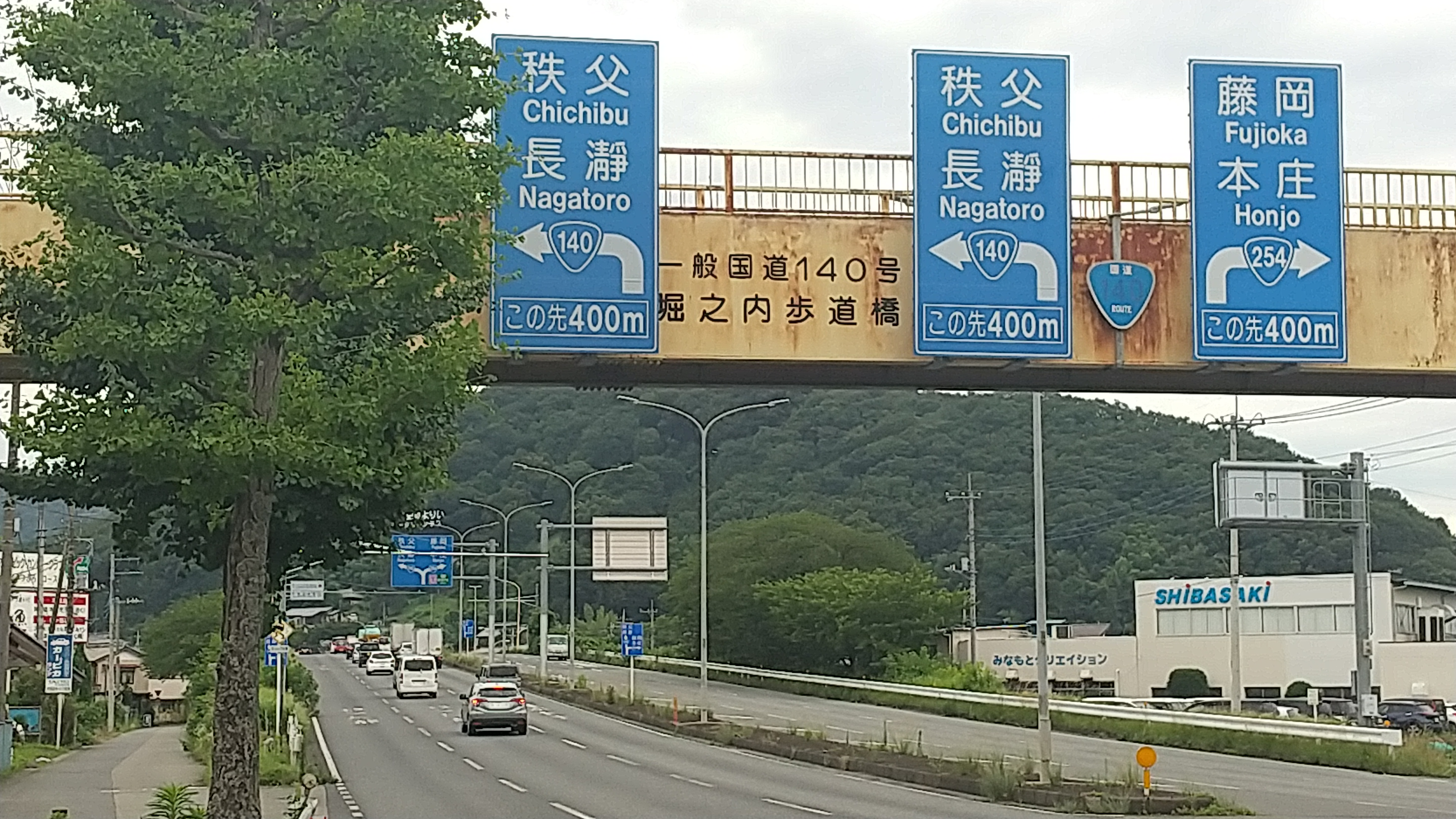
国道254号（長野方面）との分岐 埼玉県大里郡寄居町
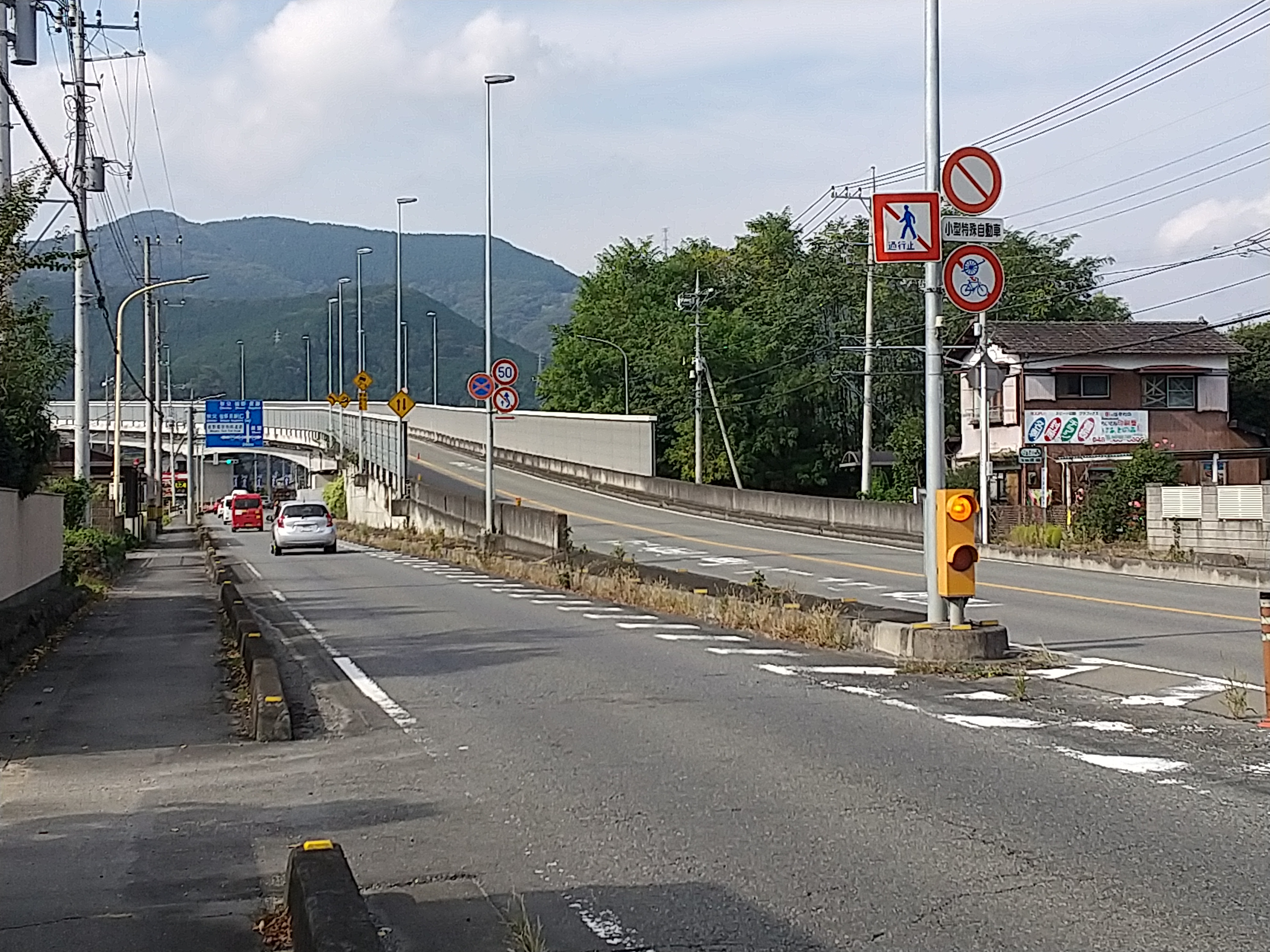
現道と皆野寄居バイパスとの分岐 埼玉県大里郡寄居町
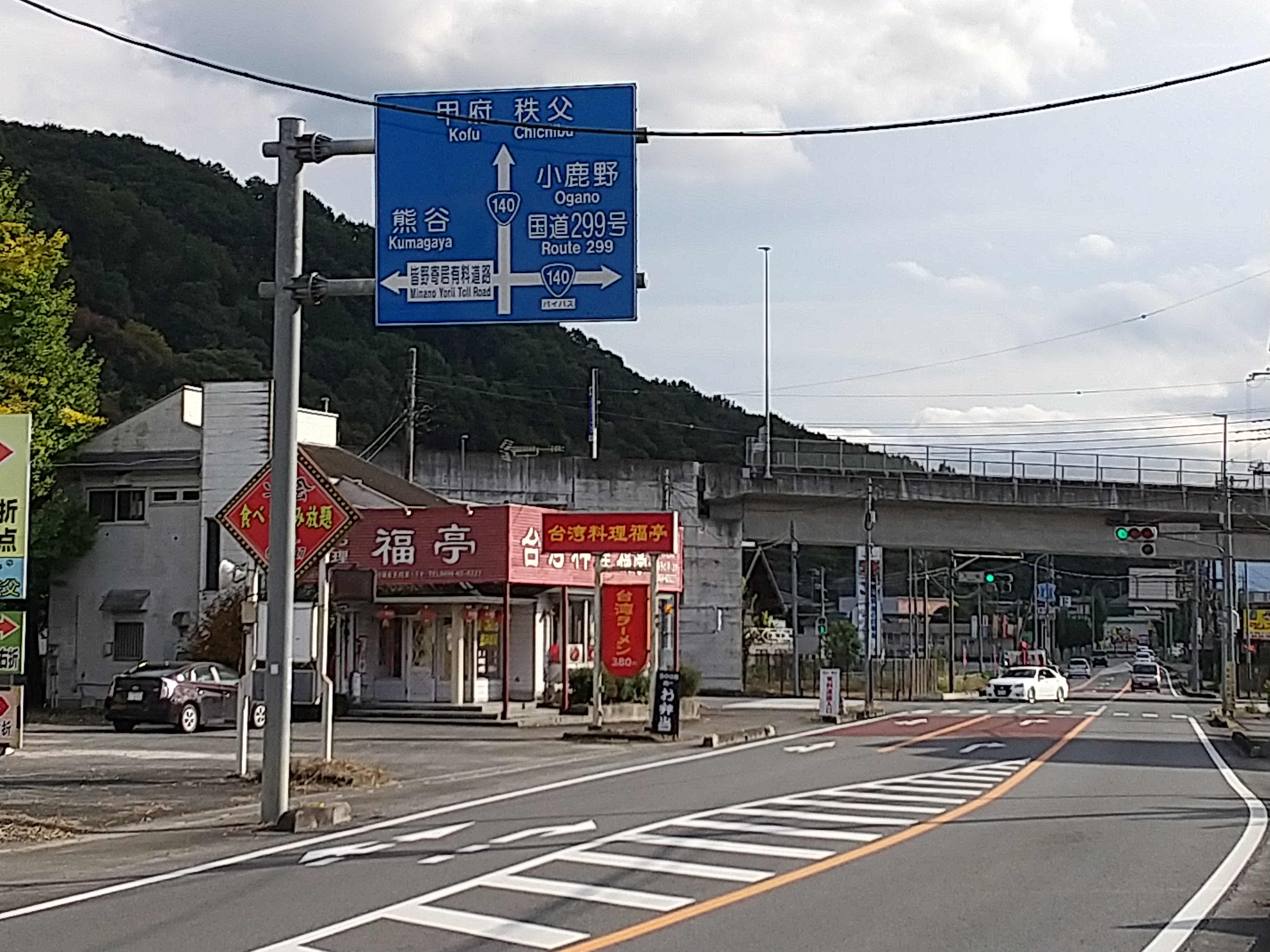
現道と皆野寄居バイパス・皆野秩父バイパスの交点（皆野大塚IC） 埼玉県秩父郡皆野町
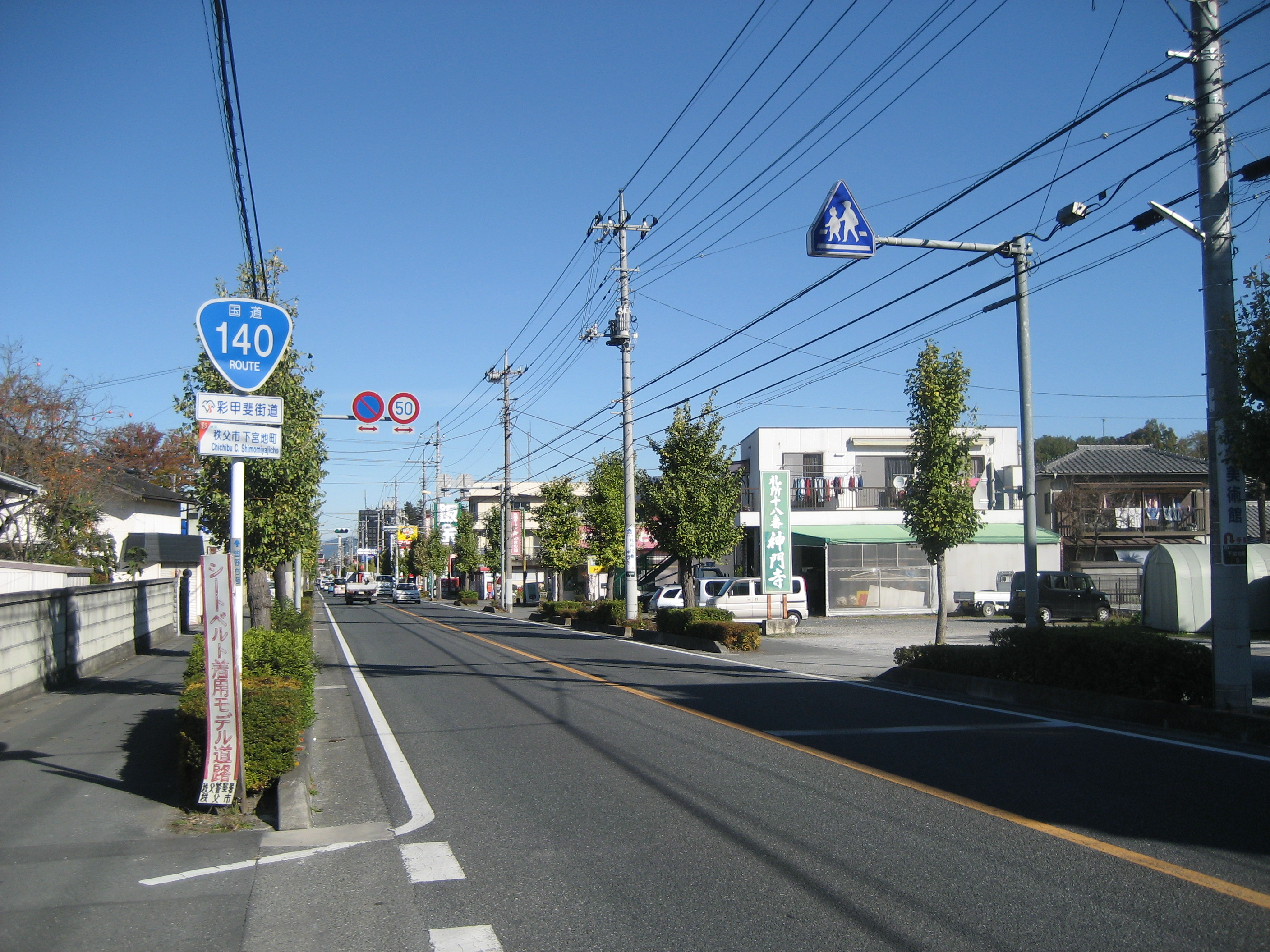
埼玉県秩父市下宮地町
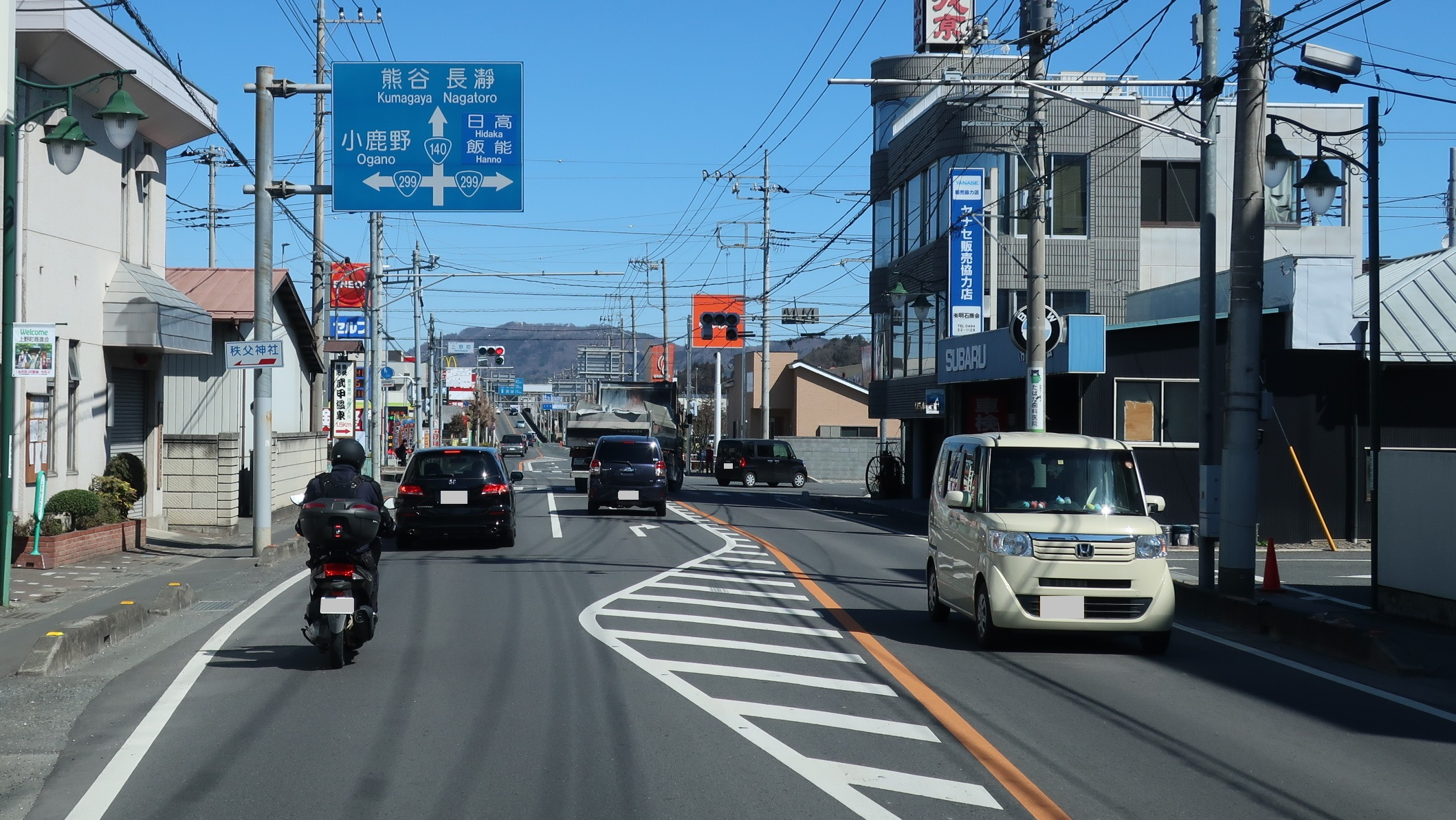
国道299号との交点 埼玉県秩父市上野町
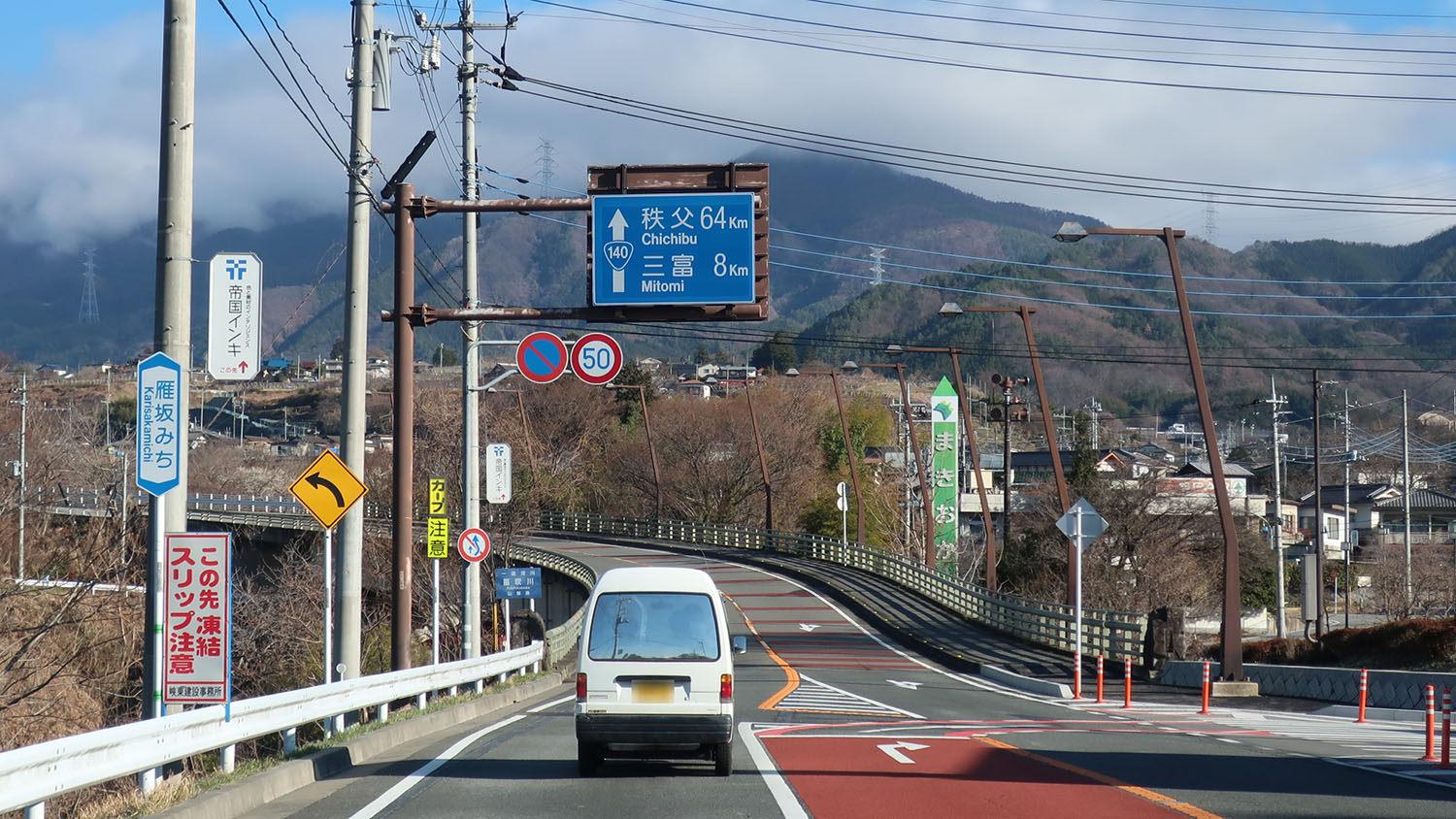
山梨県甲州市塩山藤木
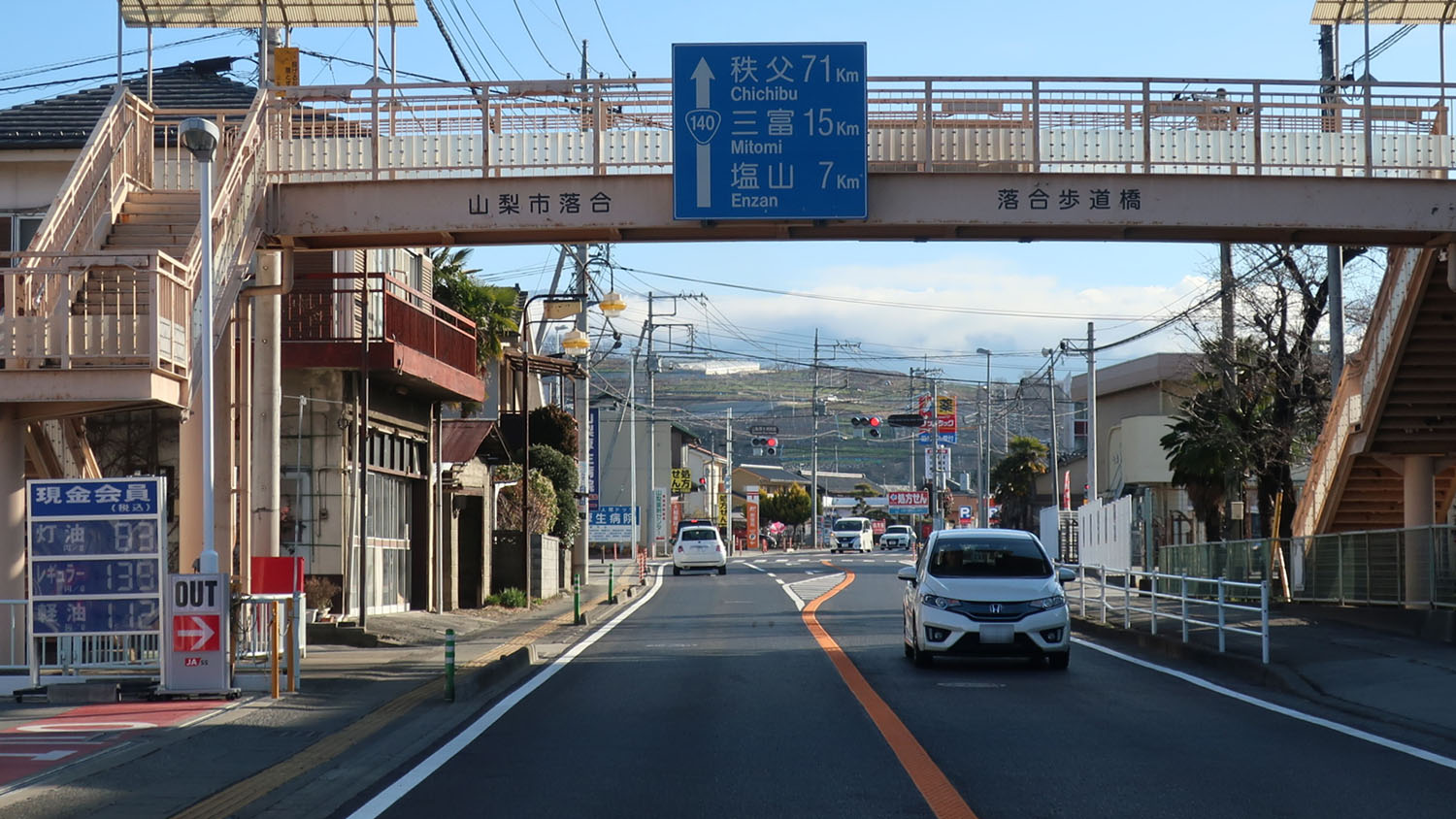
山梨県山梨市落合
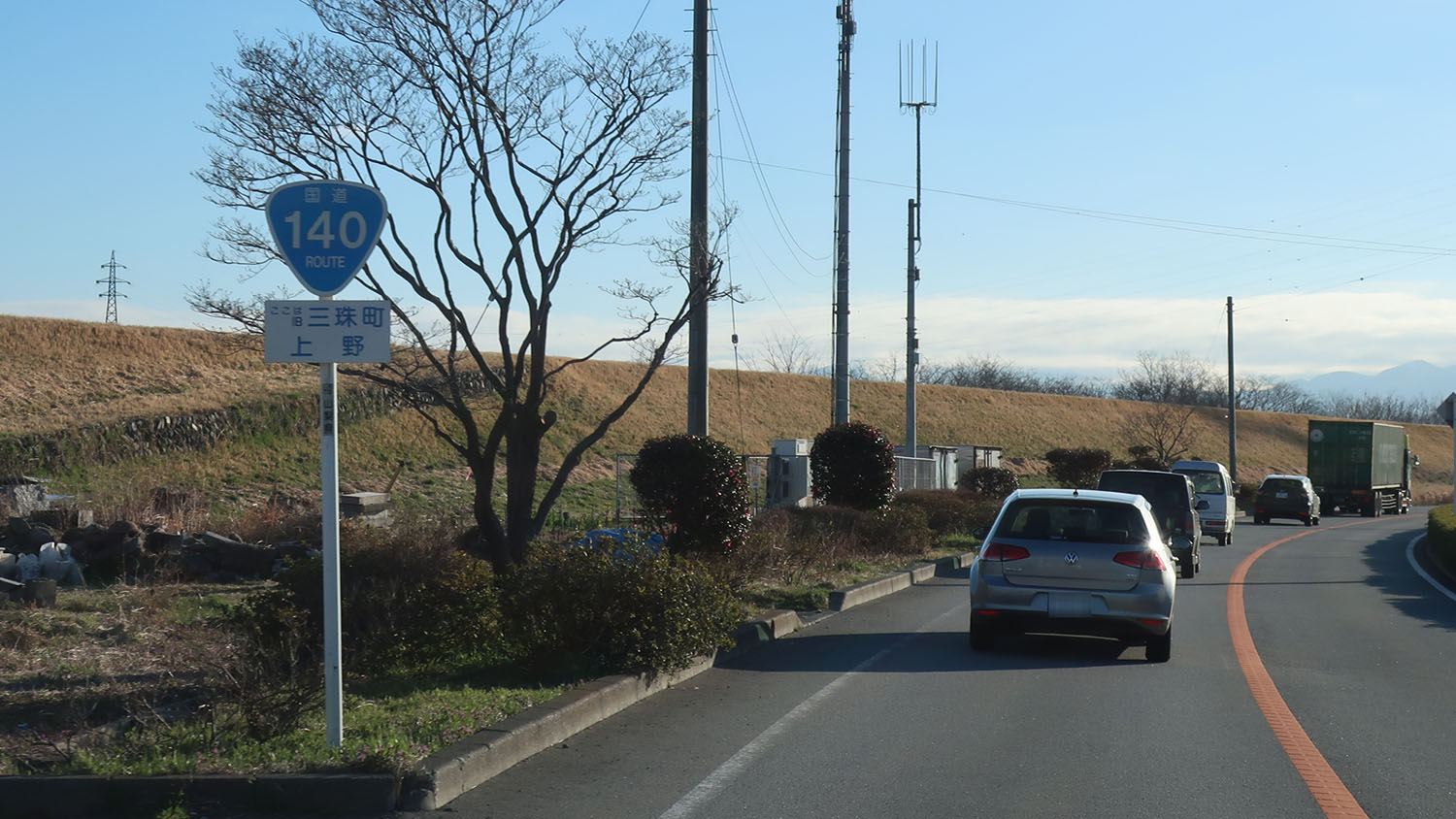
山梨県西八代郡 市川三郷町